# Anwerbeabkommen zwischen der Bundesrepublik Deutschland und Portugal
Das Anwerbeabkommen zwischen der Bundesrepublik Deutschland und Portugal wurde am 17. März 1964 unterzeichnet (Kabinett Erhard I) und führte zum Beginn einer portugiesischen Einwanderung in die Bundesrepublik Deutschland. Die angeworbenen Arbeiter wurden in Deutschland als „Gastarbeiter“ bezeichnet.
Gemäß dem Anwerbeabkommen wurde portugiesischen Staatsbürgern zur Erzielung von Erwerbseinkommen ein zeitlich unbefristeter Aufenthalt in der Bundesrepublik Deutschland gewährt. Die Anwerbeabkommen mit der BRD wurden auf Initiative der Entsendeländer zum Ausgleich von deren Leistungsbilanzdefizit gegenüber der Bundesrepublik Deutschland geschlossen.
Ähnliche Anwerbeabkommen schloss die Bundesrepublik Deutschland auch mit anderen Staaten, darunter auch Spanien, was zu einem Wachstum der Gemeinschaft der Ibero-Deutschen führte.